# جاك هارتمان
جاك هارتمان (بالإنجليزية: Jack Hartman)‏ (7 أكتوبر 1925 في الولايات المتحدة - 6 نوفمبر 1998 في الولايات المتحدة) هو مدرب كرة سلة ولاعب كرة قدم أمريكية ولاعب كرة سلة أمريكي في مركز ظهير ربعي. لعب مع Oklahoma State Cowboys and Cowgirls ‏.

## وصلات خارجية
- جاك هارتمان على موقع كلية كرة السلة في سبورتس رفرنس.كوم (الإنجليزية)
- جاك هارتمان على موقع قاعة كنساس للمشاهير الرياضية (مؤرشف) (الإنجليزية)